# Памела Уолъс
Памела Уолъс (на английски: Pamela Wallace) е американска сценаристка и писателка на произведения в жанра романс. Пише и под псевдонима Даян Кинг (Dianne King) и под общия псевдоним Памела Симпсън (на английски: Pamela Simpson) с писателката Карла Симпсън (Carla Simpson) за техните романтично-фантастични трилъри.

## Биография и творчество
Памела Брадли Уолъс е родена през 1949 г. в Екситър, Калифорния, САЩ.
Започва да пише романси в средата на 70-те и първият ѝ от тях „The Fires of Beltane“ е публикуван през 1978 г.
В началото на 80-те години започва да работи като сценарист. През 1986 г. е удостоена с наградата „Оскар“ като съсценарист на филма „Свидетел“ с участието на актьорите Харисън Форд и Кели Макгилис.
В началото на 90-те години, заедно с писателката Карла Симпсън, пишат няколко успешни произведения.
Памела Уолъс живее във Фресно, Калифорния.

## Произведения

### Като Памела Уолъс

#### Самостоятелни романи
- The Fires of Beltane (1978)
- Caresse (1979)
- Malibu Colony (1980)
- Falling in Love Again (1981)
- Come Back, My Love (1982)
- Dreams Lost, Dreams Found (1983)
- Love with a Perfect Stranger (1983)
- Fantasies (1983)
- Cry for the Moon (1984)
- Promises in the Dark (1984)
- Scoundrel (1985)
- Tears In The Rain (1985)
- All My Love, Forever (1986)
- Forever and a Day (1986)
- Straight from the Heart (1986)
- Promises (1989)
- Small Town Girls (1990)
- Straight from the Heart (1996)

#### Документалистика
- You Can Write a Movie (2000)

#### Филмография
- 1985 Свидетел, Witness – филм
- 1988 Tears in the Rain
- 1990 If the Shoe Fits
- 1992 A Murderous Affair: The Carolyn Warmus Story
- 1996 If These Walls Could Talk
- 1997 Alibi
- 1997 Borrowed Hearts
- 2003 От все сърце, Straight From the Heart – по романа
- 2004 Single Santa Seeks Mrs. Claus
- 2005 Meet the Santas
- 2006 Though None Go with Me
- 2006 Last Chance Cafe
- 2007 Love's Unending Legacy
- 2010 Meet My Mom
- 2010 Class
- 2011 Finding a Family
- 2014 Holt Kills Randy

### Като Даян Кинг

#### Самостоятелни романи
- When Dreams Come True (1984)
- Friend Of The Heart (1984)
- Believe in Magic (1985)
- Essence Of Summer (1986)

#### Документалистика
- Ripples from Living Water: Memories to Feed the Soul (2010)

### Като Памела Симпсън
в съавторство с Карла Симпсън

#### Самостоятелни романи
- Partners In Time (1990)
Партньори във времето, изд. „Слово“ (1995), прев. Ана Василева
- Fortune's Child (1993)
Докосната от съдбата, изд. „Слово“ (1994), прев. Ана Василева
- Mirror, Mirror (1994)
Огледалце, огледалце..., изд. „Слово“ (1994), прев. Стоян Медникаров